# Paul Lipke
Paul Lipke (Erfurt, 30 de juny de 1870 – 8 de març de 1955), fou un jugador d'escacs jueu alemany. Lipke es va retirar aviat de l'activitat escaquística, i va treballar com a advocat a Halle (Saxònia-Anhalt). El 1898 fou editor de la revista Deutsche Schachzeitung, conjuntament amb Johann Berger.

## Resultats destacats en competició
El 1889, empatà als llocs 5è–6è a Breslau (6è DSB Congress, Hauptturnier A, el campió fou Emanuel Lasker), i fou 4t a Dessau. El 1892, va guanyar a Dresden (7è DSB-Congress, Hauptturnier A), i fou 2n al Quadrangular de Halle. El 1893, fou 3r a Kiel (8è DSB-Congress, els campions foren Curt von Bardeleben i Carl August Walbrodt). El 1894, fou 2n, rere Siegbert Tarrasch, a Leipzig (9è DSB-Congress).
Empatà un matx contra Johann Berger (3½ : 3½) a Eisenach 1896.
Empatà als llocs 8è–9è al gran Torneig de Viena 1898 (Kaiser-Jubiläumsturnier, els campions foren Tarrasch i Harry Pillsbury).